# Dom Rzemiosła w Grodzisku Wielkopolskim
Dom Rzemiosła – kamienica eklektyczna wybudowany w stylu "kostiumu francuskiego" w 1891 roku przez Abrahama Herzfelda (1838-1907), miejscowego kupca, żydowskiego pochodzenia. Pierwotnie mieścił się w nim skład żelaza należący do właściciela. Przed I wojną światową budynek nabył Roman Karwowski, który założył w nim sklep z cygarami. Po wojnie dom ten wykupił Bank Ludowy, który miał w nim siedzibę, również po II wojnie światowej, już jako Bank Spółdzielczy, aż do sprzedania go grodziskim rzemieślnikom.